# Diana Kurien
Diana Kurien (även känd som Nayanthara, நயண்தரா), född 18 november 1984 i Tiruvalla, Kerala, är en skådespelare från södra Indien som medvkerat i tamil, telugu och malayalamfilmer.

## Karriär
Nayanthara föddes i Tiruvalla, Pathanamthitta i Kerala. Hon valdes av regissören Satyan Anthikkad att spela mot Jayaram i Mansinakkare. Senare spelade hon ett spöke som blir kär i hjälten Mohanlal i Fazils Vismayathumbathu. Hon spelar också mot Sarath Kumar i Iyya.

## Filmografi (i urval)
- 2007 – Billa
- 2007 – Yaaradi Nee Mohini
- 2007 – Dubai Seenu
- 2007 – Tulasi
- 2006 – Thalaimagan
- 2006 – Vallavan
- 2005 – Sivakasi
- 2005 – Ghajini
- 2005 – Chandramukhi
- 2004 – Natturajavu
- 2004 – Vismayathumbathu
- 2003 – Manassinakkare